# 兴化乡 (宕昌县)
兴化乡，是中华人民共和国甘肃省陇南市宕昌县下辖的一个乡镇级行政单位。

## 行政区划
兴化乡下辖以下地区：
尚家湾村、兴化村、郭家庄村、珍卓子村、阳坡村、柴家庄村、垲子坝村和常家庄村。